# الدولة 194 (فلم)
الدولة 194  هو فيلم وثائقي لعام 2012 عن السعي لإقامة دولة فلسطينية. الفيلم من تأليف وإخراج وإنتاج المخرج الإسرائيلي دان سيتون. عرض الفيلم لأول مرة في مهرجان تورونتو السينمائي الدولي في 10 سبتمبر 2012. كان له إصدار محدود في المسارح في الولايات المتحدة في 17 مايو 2013.

## خلاصة
يتتبع الفيلم الوثائقي الخطة التي طرحها رئيس الوزراء الفلسطيني سلام فياض في عام 2009 للفلسطينيين لتحقيق دولتهم. إنه يتبع التقدم الذي أحرزه الفلسطينيون ولكن أيضًا "المستنقع السياسي" الذي يهدد التقدم. يظهر الفيلم الوثائقي أسماء الأشخاص التالية:
- سلام فياض، رئيس الوزراء الفلسطيني من 15 يونيو 2007 إلى 13 أبريل 2013.
- محمود عباس، رئيس السلطة الوطنية الفلسطينية من 15 يناير 2005 حتى الآن.
- مجد بلتاجي، مدون فلسطيني من الضفة الغربية
- محمود المنداوي، مدون فلسطيني من غزة وصديق بلتاجي.
- نبيل سويتي، عضو فلسطيني في ملتقى العائلات الدائري للآباء والأمهات، قُتلت شقيقته.
- رون ديرمر، كبير مستشاري بنيامين نتنياهو، رئيس وزراء إسرائيل.
- تسيبي ليفني، زعيمة المعارضة الإسرائيلية من 2009 إلى 2012.
- آفي ديختر، وزير الأمن الداخلي الإسرائيلي السابق.
- إسحاق فرانكنثال، مؤسس منتدى العائلات في دائرة الآباء
- سارة بينينغا، ناشطة في حركة التضامن مع فلسطين.
- جورج ميتشل، السناتور الأمريكي السابق الذي كتب "تقرير ميتشل".
- جيريمي بن عامي، مؤسس جي ستريت.
- روبرت سيري، مبعوث الشرق الأوسط للأمم المتحدة.

## إنتاج
الفيلم من إخراج دان سيتون وإنتاج سيتون وإليز بيرلشتاين. سمع سيتون رئيس الوزراء الفلسطيني سلام فياض يلقي خطابا إذاعيا في عام 2009 ورأى أن خطة فياض لبناء الخدمات الاجتماعية والبنية التحتية الاقتصادية كانت طريقا مماثلا للحركة الصهيونية التي أدت إلى إنشاء إسرائيل. التقى سيتون بفياض في عام 2009 قبل وقت قصير من بدء صانعي الفيلم في تصوير الفيلم الوثائقي. بدأ التصوير بدعم من شركة زجيب للإنتاج الفرنسية. وسرعان ما اقترب من الإعلام المشارك للحصول على الدعم، ووسعت الشركة إنتاج الفيلم ونصحت المخرج بزيادة نطاقه. ألحقوا المنتج إليز بيرلشتاين بالعمل مع سيتون. وجرى تصوير الفيلم في عدة مدن في الضفة الغربية، بما فيها رام الله. وظهر فيها مدونان فلسطينيان، هما مادج بلتاجي من الضفة الغربية، ومحمود المضاوي من غزة، لإظهار نشطاء شعبيين يستخدمون الشبكات الاجتماعية.
وقال بيرلشتاين إن صناع الفيلم لم يعرفوا نتيجة خطة فياض، "كنا نحاول التأكد من أن الفيلم كان بمثابة توثيق تاريخي للوقت الذي بدا فيه التغيير ممكنًا حقًا". لقد سعوا إلى عرض صور غير عنيفة للصراع: "لا يوجد دم في هذا الفيلم. الأمر كله يتعلق بالبناء البناء للمؤسسات والحركة السياسية". قال سيتون عن الواقع المعقد للصراع، "حاولنا أن نوضحه قدر الإمكان للعديد من الأشخاص غير المطلعين الموجودين في جمهورنا". استخدم صانعو الأفلام لقطات جوية ولقطات واسعة للفيلم الوثائقي. قال سيتون: "اعتقدنا أنه سيكون نهجا سينمائيا جيدا للنهوض من الأشياء الصغيرة اليومية وإظهار صورة أكبر".
استقال سلام فياض في نيسان/أبريل 2013، قبل شهر من عرض الفيلم الوثائقي في دور العرض. عندما سألت صحيفة لوس أنجلوس تايمز سيتون عن استقالة فياض التي تؤثر على آفاق إقامة الدولة، قال المدير: "كان هناك فقدان للزخم حتى قبل استقالته. لقد تحدثت معه مؤخرا، وقال إنه استقال من وظيفته لكنه لم يستقيل من مهمته. سيدفع الفلسطينيين لمواصلة العمل على ما يعتقد أنه سيخلق ظروف إقامة الدولة".

## العرض
عرض وثائقي الدولة 194 لأول مرة في مهرجان تورنتو السينمائي الدولي في 10 سبتمبر 2012. كان من المقرر أن يظهر رئيس الوزراء الفلسطيني الذي يظهر في الفيلم الوثائقي، سلام فياض، في مؤتمر صحفي في مهرجان الأفلام مع سيتون والمنتجة إليز بيرلشتاين وممثلين عن دائرة الآباء ومنتدى العائلات، لكن صلاح اعتقل في رام الله عندما اندلعت مظاهرات بين الفلسطينيين بسبب ارتفاع الأسعار في الأراضي المحتلة. عرض الفيلم الوثائقي أيضا في مهرجان برلين السينمائي الدولي في 8 فبراير/شباط 2013. كان له إصدار محدود في 17 مايو 2013 في المسارح في مدينة نيويورك ولوس أنجلوس.

## استقبال
استعرض مارك آدامز من سكرين ديلي وثائقي الدولة 194 في عرضه في برلين ووصفه بأنه "فيلم وثائقي يمكن مشاهدته للغاية ومتفائل بشكل مثير للإعجاب". وتحدث عن إمكانات توزيعه، "الفيلم ... بحماس وشغف، وسيكون إرسالا استفزازيا وصعبا بشكل مناسب للمذيعين. الصفات التقنية على ما يرام، ولكن هذا هو نوع المشروع حيث المحتوى والسياق هما كل شيء ".
وصفت أنيتا غيتس، من صحيفة نيويورك تايمز، فيلم "الدولة 194" بأنه "فيلم وثائقي إسرائيلي ذكي ومنصف". قارن غيتس الفيلم بمقطع تلفزيوني مدته 60 دقيقة "بدون أسلوب المقابلة المواجهة". بالنسبة لها، فإن عناصر الفيلم المختلفة "تحدد الموقف ولكنها تقدم القليل من البصيرة الجديدة". وقالت: "للأسف، فإن التأثير الكلي ل "الدولة 194" هو موجة جديدة من الإحباط بسبب المواجهة السياسية المفجعة والتي يبدو أنه لا يمكن التغلب عليها وخسائرها البشرية". قال غاري غولدشتاين من صحيفة لوس أنجلوس تايمز: "يقدم هذا الفيلم الذي يتنقل بين العالم نظرة سهلة الهضم على الصراع الإسرائيلي الفلسطيني، في الماضي والحاضر، مع تأطير أدوار اللاعبين الرئيسيين الجدد". وقال غولدستين إن الفيلم ركز على "فياض المتفائل الذي يبدو متفائلا" وهو يضغط من أجل إقامة دولة. واختتم قائلا: "مع حل الدولتين الذي لا يزال بعيد المنال، قد تبدو "الدولة 194" تشبه إلى حد ما أخبار الأمس - بالمعنى الحرفي والمجازي. ولكن كوسيلة مساعدة لفهم هذا النزاع الحيوي والمعقد بشكل أفضل، فإن الفيلم يستحق بالتأكيد المشاهدة".
وقال مايك دانجيلو من نادي إيه. في. إن الفيلم الوثائقي غير ضروري لرواد السينما الذين لديهم فهم أساسي للصراع الإسرائيلي الفلسطيني. قال دانجيلو: "ككتاب تمهيدي، فإن الفيلم يقوم بالمهمة، وإن كان أقل شمولا وباستطرادات لا داعي لها أكثر من مقال مطول في مجلة حول هذا الموضوع". اعتقد الناقد أن الفيلم الوثائقي يلخص بسهولة خطة فياض وقضى الكثير من الوقت في تسجيل رئيس الوزراء في التقاط الصور. وقال دانجيلو: "في نهاية المطاف، تريد الدولة 194 حشد المشاهدين لقضية حل الدولتين، وهذا يستلزم التستر على العديد من الأسباب التي أدت إلى عدم حدوث ذلك بالفعل، على الرغم من أنه يصب في مصلحة الجميع تقريبًا".

## الملاحظات
1. ↑  "State 194 – Synopsis". participantmedia.com. Participant Media. مؤرشف من الأصل في 2021-12-22. اطلع عليه بتاريخ 2013-05-17.
2. 1 2  Adams، Mark (9 فبراير 2013). "State 194". Screen Daily. مؤرشف من الأصل في 2016-03-04.
3. ↑  PM 2013، صفحات 14–17.
4. ↑  PM 2013، صفحة 3.
5. ↑  PM 2013، صفحة 4.
6. 1 2  PM 2013، صفحة 8.
7. ↑  PM 2013، صفحة 7.
8. ↑  PM 2013، صفحة 5.
9. ↑  PM 2013، صفحة 11.
10. 1 2  Williams، Carol J. (16 مايو 2013). "Global Voices: Palestinian quest for statehood a moving target". لوس أنجلوس تايمز. مؤرشف من الأصل في 2016-03-06.
11. ↑  McNary، Dave (29 أغسطس 2012). "Palestinian prime minister to appear at TIFF". Variety. مؤرشف من الأصل في 2017-01-03.
12. ↑  Hornaday، Ann (12 سبتمبر 2012). "Toronto Film Festival: Four films focus on Israel-Palestine conflict". واشنطن بوست. مؤرشف من الأصل في 2021-03-14.
13. ↑  Staff (2 فبراير 2013). "Euro Film Market promises to be busy". Variety. مؤرشف من الأصل في 2022-11-28.
14. ↑  Elsner، Alan (25 أبريل 2013). "'State 194' – Bracing Documentary about Building Palestine". هافينغتون بوست. مؤرشف من الأصل في 2023-02-12. اطلع عليه بتاريخ 2013-05-17.
15. ↑  Gates، Anita (16 مايو 2013). "That Elusive Seat at the U.N. Table". نيويورك تايمز. مؤرشف من الأصل في 2023-05-20.
16. ↑  Goldstein، Gary (16 مايو 2013). "Review: 'State 194' takes smart look at Israeli-Palestinian dispute". لوس أنجلوس تايمز. مؤرشف من الأصل في 2017-12-04.
17. ↑  D'Angelo، Mike (16 مايو 2013). "State 194". إيه. في. كلوب. مؤرشف من الأصل في 2017-12-04. اطلع عليه بتاريخ 2013-05-16.

## روابط خارجية
- الموقع الرسمي
- State 194  في قاعدة بيانات الأفلام على الإنترنت (بالإنجليزية)
- الدولة 194 (فلم) في موقع بوكس أوفيس موجو.
- الدولة 194 (فلم) في روتن توميتوز.